# ロンボク島

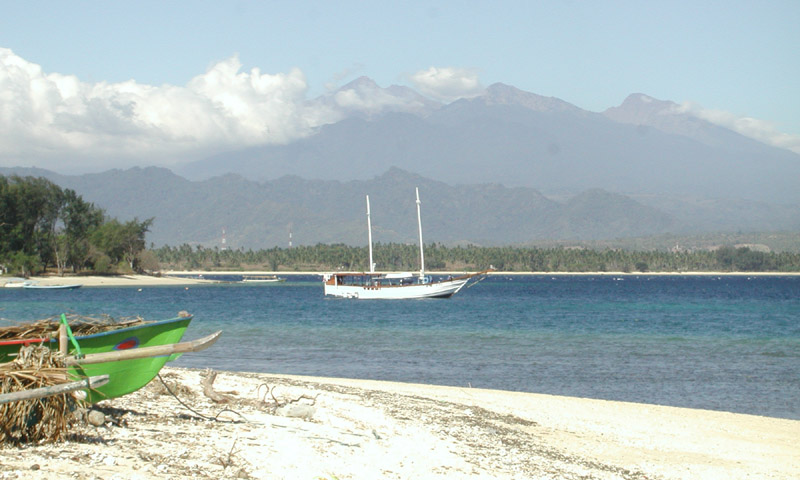
ロンボク島

ロンボク島（Pulau Lombok）は、インドネシア中部の小スンダ列島に属し、バリ島の東隣にある島である。人口約270万人、行政区分は西ヌサ・トゥンガラ州に属し、州都マタラムの所在地である。
「ロンボク」とはインドネシア語で「唐辛子」という意味を持つが、元々はロンボク島東部地域の呼称であり、先住民であるササク人は「スラパラン」（Selaparang）と呼んでいた。

## 地理
ロンボク島は南北、東西ともに約80キロメートルの島であり、西側にはバリ島、東側にはスンバワ島が隣接する。一年の内4月から9月が乾期、10月から3月までが雨期にあたる。雨季と乾季の降水量の差は大きく、バリ島と比較して乾燥している。農業と牧畜が盛んで、米、藍、コーヒー、カカオを産出する。
北部には火山湖であるスガラアナック湖を中心とした火山帯がある。インドネシア第二の活火山リンジャニ山（3726メートル）がそびえ、乾期には南麓にサバナが展開している。サバナ以外には山地、低地雨林などの植生もあり、生物多様性に富む。2018年にリンジャニ山を含むロンボク島はユネスコの世界ジオパークと生物圏保護区に指定された。
島の中央は東西56キロメートル、南北25キロメートルの平野となっており、島の人口のほとんどがこの地域で生活している。西ロンボクと呼ばれる水が豊富で肥沃な北東部では主に水田耕作が営まれている。東ロンボクと呼ばれ、歴史的にその属領であった南東部にはムスリムであるササク人が居住する。2つの地域の間にはジュリン（Juring）と呼ばれる深い森林帯がある。島の南部はマレシェ山（716メートル）をピークとする、標高300から400メートルの丘陵帯が東西に延びている。
西隣のバリ島との間のロンボク海峡は大型タンカーの重要な航路で、生物分布上のウォーレス線が通っている。

## 歴史
紀元前6世紀ごろにロンボク島南部にバリやスンバと同系の人類が居住していたことが、考古学調査によって判明している。9世紀から11世紀にかけて東ロンボクにインド・ビルマ系のササク人が移動し王国を築いた。ササク人の伝説では、マジャパヒト王国の王子ラデン・マスパヒトがバトゥ・バラン王国という国を建てたといわれ、この国がロンボクの別名であるスラパランと考えられている。その後、13世紀にはジャワ人勢力がクダロ国を建てたといわれる。
マジャパヒト王国の叙事詩『ナーガラクルターガマ』によれば、マジャパヒト王国のジャワへの侵攻は1343年に行われ、翌年にはロンボク島に影響が及び、スラパランやクダロを隷下に収めた。マジャパヒト王国崩壊後、ロンボク島は小王国が林立する状態となる。15世紀前半にロンボク島でイスラム教による最初の改宗運動が行われ、部分的な成功を収めた。
17世紀初頭にカランガスム王国がロンボク島にマタラムやチャクラヌガラなどの植民地を作り、影響力を強めていた。しかし、同時期にスンバワのマカッサル族が東ロンボクに進出し、ロンボク島は1849年のロンボク戦争終結まで、長期にわたる抗争の場となった。

### 地震
- 2018年7月29日 - マグニチュード6.4の地震により16人以上が死亡。リンジャニ山の登山客500人が地すべりや落石により下山不能になる出来事もあった[5]。
- 2018年8月5日 - マグニチュード6.9の地震により400人以上が死亡[6]。
- 2018年8月19日 - マグニチュード6.9の地震を含む複数の地震が発生。5人以上が死亡[7]。

## 人口
1990年のセンサスによればロンボク島の全人口は2,403,025人であり、西ロンボクに858,996人、中央ロンボクに678,746人、東ロンボクに865,283人が居住し、全人口の約9割がササク系である。

## 行政区分
- マタラム - 西ヌサ・トゥンガラ州の州都。
- 西ロンボク県（インドネシア語版）
- 中部ロンボク県（インドネシア語版）
- 東ロンボク県（インドネシア語版）
- 北ロンボク県（インドネシア語版）

## 観光
島の西部にスンギギビーチがある。また北西部沖にギリ三島と呼ばれる3つの小島（ギリ・トラワンガン、ギリ・メノ、ギリ・アイル）がある。ギリ（Gili）とはササク語で「小島」を意味するので『島』をつけた呼称は厳密には間違いである。
南部にあるタンジュンアンビーチはインドネシアのベストビーチに選ばれたこともある。ビーチの近くにある集落のプジュットには数軒のホテルがあり、サーフィンを目的に滞在するサーファーも多い。

## 交通
バリ島のパダンバイから、ロンボク島のレンバルへフェリーが就航している。またギリ各島へはバンサル港（Bangsal Harbor）からボートが出ている。空路はロンボク国際空港がある。